# Bindingslengte
De bindingslengte is de afstand van een binding gemeten tussen de kernen van de twee atomen die gebonden zijn. Zij werd traditioneel uitgedrukt in ångström, in nieuwere benaderingen gebeurt dit in picometer (1 Å = 100 pm).

## Tabel
| Binding                      | Bindingslengte | Bindingslengte |
| Binding                      | in Å           | in pm          |
| ---------------------------- | -------------- | -------------- |
| H−H                          | 0,74           | 074            |
| C−H                          | 1,08           | 108            |
| C−C                          | 1,54           | 154            |
| C−C (aromatisch)             | 1,40           | 140            |
| C=C                          | 1,35           | 135            |
| C≡C (drievoudige verbinding) | 1,21           | 121            |
| C−F                          | 1,38           | 138            |
| C−Cl                         | 1,76           | 176            |
| C−Br                         | 1,94           | 194            |
| C−I                          | 2,14           | 214            |
| C−O                          | 1,43           | 143            |
| C=O                          | 1,22           | 122            |
| C−N                          | 1,47           | 147            |
| C≡N                          | 1,16           | 116            |
| As−H (arsine)                | 1,519          | 151,9          |
| P−H (fosfine)                | 1,42           | 142            |
| Sb−H (stibine)               | 1,707          | 170,7          |
| Bi−H (bismutine)             | 1,7759         | 177,59         |
| N−H                          | 1,01           | 101            |
| O−H                          | 0,96           | 096            |
| O−O (peroxide)               | 1,49           | 149            |
| F−F                          | 1,42           | 142            |
| Cl−Cl                        | 1,99           | 199            |
| Br−Br                        | 2,28           | 228            |
| I−I                          | 2,6            | 260            |

## Trends
Als we de halogeenreeks H−F, H−Cl, H−Br en H−I bekijken, of de reeks F−F, Cl−Cl, Br−Br en I−I, dan is te zien dat de bindingslengte toeneemt met de grootte van de bindende atomen waaruit de molecule bestaat.
Als we kijken naar de reeds C−C, C=C en C≡C, dan is merkbaar dat de bindingslengte afneemt met stijgend aantal bindingen tussen de koolstofatomen (bindingsorde).